# New Pony
New Pony – piosenka skomponowana przez Boba Dylana, nagrana przez niego w maju 1978 r., wydana na albumie Street-Legal w czerwcu 1978 r. i jako strona B singla wydanego 31 lipca 1978 r.

## Historia i charakter utworu
Utwór ten został nagrany w Rundown Studios w Santa Monica w Kalifornii 1 maja 1978 r. Była to piąta sesja nagraniowa tego albumu. Producentem sesji był Don DeVito.
Tworząc tę piosenkę Dylan użył sprawdzonej formuły mieszając 12-taktowego bluesa, Biblię i seks. Piosenka ta, wydaje się być specyficzną zapowiedzią trzyletniego okresu artysty po jego nawróceniu na chrześcijaństwo, który nastąpi niebawem. Następny studyjny album, będzie już należał do okresu neofickiego Dylana. Dlatego w tej piosence po raz ostatni pozwala sobie jeszcze na tematy, których, jako człowiek Boga, nie będzie poruszał na następnych trzech studyjnych płytach.
Utwór ten jest dość demonicznym bluesem, utrzymanym w stylu takich bluesów jak "Black Pony Blues" Arthura Crudupa i "Pony Blues", który najbardziej znany jest z wykonań Charleya Pattona i Sona House'a. Kompozycja Dylana mocno przypomina utwór Pattona. Zarówno Patton jak i House są przykładami bluesmanów, którzy zmagają się w swoim życiu z problemami grzechu i zbawienia. Porzucali blues, który był "muzyką diabelską", aby zostać kaznodziejami głoszącymi "dobrą nowinę" i znów wracali do bluesowego życia. 
Tekst Dylana wpisuje się w ten schemat już począwszy do nazwania konika Lucyferem, a następnie kontrastując głęboki blues z gospelowym zaśpiewem "How much longer?", błagając o zbawienie i obrazując duchowe zmagania. To zmaganie ducha z ciałem jest uwiarygodnione wiedzą słuchaczy o jego przyszłej konwersji.

## Muzycy
Sesja 5
- Bob Dylan - gitara, wokal
- Billy Cross - gitara
- Steven Soles - gitara
- Steve Douglas - saksofon tenorowy
- Alan Pasqua - fortepian
- Jerry Scheff - gitara basowa
- Ian Wallace - perkusja
- Helena Springs, Jo Ann Harris, Carolyn Dennis - chórki
- David Mansfield - skrzypce
- Bobbye Hall - kongi

## Dyskografia
Singel
- "Baby, Stop Crying"/"New Pony" (31 lipca 1978)

Albumy
- Street-Legal (1978)